# Лаура (филм)
„Лаура“ је југословенски филм из 1968. године. Режирала га је Љиљана Билуш, а сценарио је писала Анастазија Шубић.

## Улоге
| Глумац           | Улога |
| ---------------- | ----- |
| Божидар Бобан    |       |
| Ратко Буљан      |       |
| Божидар Смиљанић |       |
| Мира Зупан       |       |